# Lubuagan
Lubuagan est une municipalité philippine située dans la région de la Cordillère, province de Kalinga sur l'île de Luçon.